# Johann von Tiefen
Johann von Tiefen je bil od  leta 1489 do 1497 veliki mojster tevtonskih vitezov, * 1440, † 25. avgust 1497.

## Življenje
Rojen je bil okoli leta 1440, domnevno v Švici. Svojo kariero v Tevtonskem redu je začel v Elblągu, kjer je bil desna roka velikega mojstra Heinricha Reussa von Plauena. Leta 1474 je postal memelski komtur, dve leti pozneje pa veliki komtur. Tevtonski red  je zastopal v več diplomatskih misijah na številnih evropskih dvorih.
V času velikega mojstra Martina Truchseßa von Wetzhausna je von Tiefen poskušal sprostiti napetosti med Tevtonskim redom in Kraljevino Poljsko. Leta 1480 je postal komtur Brandenburga. 25. junija 1487 je v Drengfurtu izdal ustanovno listino cerkve v Alt Juchi.
Leta 1489 je kapitelj reda von Tiefna imenoval za velikega mojstra. Takoj po izvolitvi je odšel na Poljsko in 18. novembra 1489 v Radomu kot vazal poljskega kralja izkazal Kazimirju IV. Jagelu zahtevani poklon.
Ureditev  političnih razmer s Poljsko mu je omogočila, da se je osredotočil na notranje zadeve reda. Ko se je varmijski škof Lucas Watzenrode poskušal osamosvojiti tako od poljske krone kot od velikega mojstra, je von Tiefen maja 1490 poslal Watzenrodeju pisno prošnjo, naj mu dovoli posvetiti kapelo Janeza Krstnika v Groß Stürlacku, in da duhovniku iz Schwarzsteina dovoli maševati.
Leta 1492 je poljski kralj Ivan I. Albert predlagal preselitev Tevtonskega reda iz Prusije v Podolje. Von Tiefen je tej zamisli nasprotoval, ker mu je bilo jasno, da bi to pomenilo konec suverenosti Tevtonskega reda. Pozval se je na Maksimilijana I., cesarja Svetega rimskega cesarstva, in načrt je bil opuščen.
Na poziv Ivana I. Alberta je moral von Tiefen voditi križarski pohod proti Osmanskemu cesarstvu z nalogo, da  zavzame pristanišča ob Črnem morju. Njegova vojska je štela 400 vitezov. Na pohodu je ob Dnestru zbolel za grižo. Odločil se je vrniti v Lemberg, kjer si ni več opomogel. Umrl je 25. avgusta 1497 in bil pokopan v stolnici v Königsbergu.

## Zapuščina
Njegova zapuščina je bila zamisel o izvolitvi princa Svetega rimskega cesarja za velikega mojstra Tevtonskega reda, ki bi se kot cesarjev podložnik lahko uprl obveznemu poklonu poljskim kraljem.